# Joram Las
Joram Las (hebr.: יורם לס, ang.: Yoram Lass, ur. 30 stycznia 1945 w Palestynie) – izraelski lekarz, wykładowca, polityk i wojskowy, w latach 1992–1996 poseł do Knesetu z listy Partii Pracy.

## Życiorys
Urodził się 30 stycznia 1945 w Palestynie, stanowiącej wówczas brytyjski mandat.
Służbę wojskową zakończył w stopniu majora. Ukończył medycynę na Uniwersytecie Hebrajskim, pracował jako wykładowca, był wicedziekanem Szkoły Medycznej Uniwersytetu Telawiwskiego. Pełnił funkcję dyrektora generalnego w Ministerstwie Zdrowia. Prowadził program naukowy w izraelskiej telewizji.
W wyborach parlamentarnych w 1992 po raz pierwszy i jedyny dostał się do izraelskiego parlamentu. W trzynastym Knesecie zasiadał w komisjach kontroli państwa oraz pracy i opieki społecznej i przewodniczył trzem podkomisjom. W kolejnych wyborach utracił miejsce w parlamencie.